# Rygge kommun
Rygge kommun (norska: Rygge kommune) var en kommun i Østfold fylke i östra Norge. Den administrativa huvudorten var Bredsand.
I kommunen ligger Moss flygplats, Rygge som var internationell flygplats 2008–2016.
Kommunen upphörde den 1 januari 2020, då den slogs ihop med Moss kommun.

## Tätorter
- Fuglevik
- Kirkegrenda
- Larkollen
- Moss (7 584 av 42 781 inv)
- Møvik
- Smedhus
- Ryggebyen (en mindre del i Råde kommun)